# Homoplectra monticola
Homoplectra monticola är en nattsländeart som först beskrevs av Oliver S. Flint Jr. 1965.  Homoplectra monticola ingår i släktet Homoplectra och familjen ryssjenattsländor. Inga underarter finns listade i Catalogue of Life.